# Roning under sommer-OL 2016 – Singlesculler (damer)
Damernes roning i singlesculler under Sommer-OL 2016 fandt sted den 6. august - 13. august 2016 på Lagoa Rodrigo de Freitas ved Copacabana.

## Format
Der var i alt kvalificeret 32 roere til konkurrencen, der blev indledt med seks indledende heats. De tre bedste roere fra hvert heat gik til kvartfinalerne mens de resterende gik til tre opsamlingsheat. I opsamlingsheatene gik de to bedste roere fra hvert heat videre til kvartfinalerne. De ikke kvalificerede roer gik herefter til E og F finalen semifinalerne. I kvartfinalerne gik de tre bedste roere videre til semifinalerne mens de øvrige gik til C og D semifinaler. I C og D samt E og F semifinaler gik de tre bedste videre til henholdsvis C finalen og F finalen mens øvrige både gik til henholdsvis D finalen og F finalen. I de A og B semifinalerne gik de tre bedste roere til finalen mens de resterende seks roere gik til B finalen.

## Tidsplan
Nedenstående tabel viser tidsplanen for afvikling af konkurrencen:
| Dato       | Tid   | Runde              |
| ---------- | ----- | ------------------ |
| 6. august  | 09:30 | Heats              |
| 7. august  | 09:00 | Opsamlingsheat     |
| 9. august  | 09:10 | Kvartfinaler       |
| 10. august | 11:40 | C og D Semifinaler |
| 11. august | 09:30 | Semifinaler        |
| 12. august | 09:00 | E Finale           |
| 13. august | 09:00 | D Finale           |
| 13. august | 09:20 | C Finale           |
| 13. august | 09:40 | B Finale           |
| 13. august | 10:20 | Finale             |

## Resultater[1]

### Heat 1
| Placering | Land       | Roer                  | Tid     | Note |
| --------- | ---------- | --------------------- | ------- | ---- |
| 1         | Mexico     | Kenia Lechuga         | 8:11.44 | Q    |
| 2         | Zimbabwe   | Micheen Thornycroft   | 8:18.88 | Q    |
| 3         | Australien | Kim Brennan           | 8:22.82 | Q    |
| 4         | Sydkorea   | Kim Ye-ji             | 8:24.79 | R    |
| 5         | Sverige    | Anna Malvina Svennung | 8:48.46 | R    |
| 6         | Bahamas    | Emily Morley          | 9:22.12 | R    |

### Heat 2
| Placering | Land       | Roer              | Tid     | Note |
| --------- | ---------- | ----------------- | ------- | ---- |
| 1         | USA        | Gevvie Stone      | 8:29.67 | Q    |
| 2         | Danmark    | Fie Udby Erichsen | 8:30.07 | Q    |
| 3         | Litauen    | Lina Šaltytė      | 8:35.92 | Q    |
| 4         | Iran       | Mahsa Javar       | 8:39.28 | R    |
| 5         | Argentina  | Lucia Palermo     | 8:47.01 | R    |
| 6         | Indonesien | Dewi Yuliawati    | 9:36.10 | R    |

### Heat 3
| Placering | Land     | Roer                | Tid     | Note |
| --------- | -------- | ------------------- | ------- | ---- |
| 1         | Canada   | Carling Zeeman      | 8:41:12 | Q    |
| 2         | Irland   | Sanita Puspure      | 9:11:45 | Q    |
| 3         | Egypten  | Nadia Negm          | 9:14:55 | Q    |
| 4         | Thailand | Phuttharaksa Nikree | 9:17:95 | R    |
| 5         | Peru     | Camila Valle        | 9:30:60 | R    |

### Heat 4
| Placering | Land            | Roer                 | Tid     | Note |
| --------- | --------------- | -------------------- | ------- | ---- |
| 1         | Kina            | Duan Jingli          | 8:18.57 | Q    |
| 2         | Schweiz         | Jeannine Gmelin      | 8:28.10 | Q    |
| 3         | Singapore       | Saiyidah Aisyah      | 8:44.71 | Q    |
| 4         | Kinesisk Taipei | Huang Yi-ting        | 8:51.74 | R    |
| 5         | Kasakhstan      | Svetlana Germanovich | 9:34.15 | R    |

### Heat 5
| Placering | Land     | Roer               | Tid     | Note |
| --------- | -------- | ------------------ | ------- | ---- |
| 1         | Østrig   | Magdalena Lobnig   | 8:26.83 | Q    |
| 2         | Tjekkiet | Miroslava Knapková | 8:28.90 | Q    |
| 3         | Nigeria  | Chierika Ukogu     | 8:35.34 | Q    |
| 4         | Algeriet | Amina Rouba        | 8:55.09 | R    |
| 5         | Togo     | Claire Akossiwa    | 9:56.43 | R    |

### Heat 6
| Placering | Land               | Roer               | Tid     | Note |
| --------- | ------------------ | ------------------ | ------- | ---- |
| 1         | New Zealand        | Emma Twigg         | 8:17.02 | Q    |
| 2         | Hviderusland       | Ekaterina Karsten  | 8:21.21 | Q    |
| 3         | Bermuda            | Michelle Pearson   | 8:22.15 | Q    |
| 4         | Paraguay           | Gabriela Mosqueira | 8:27.39 | R    |
| 5         | Trinidad og Tobago | Felice Chow        | 8:31.83 | R    |

### Opsamlingsheat 1
| Placering | Land               | Roer         | Tid     | Note |
| --------- | ------------------ | ------------ | ------- | ---- |
| 1         | Algeriet           | Amina Rouba  | 8:04.21 | Q    |
| 2         | Trinidad og Tobago | Felice Chow  | 8:04.91 | Q    |
| 3         | Iran               | Mahsa Javar  | 8:06.57 | E/F  |
| 4         | Bahamas            | Emily Morley | 8:22.77 | E/F  |
| 5         | Peru               | Camila Valle | 8:32.66 | E/F  |

### Opsamlingsheat 2
| Placering | Land            | Roer            | Tid     | Note |
| --------- | --------------- | --------------- | ------- | ---- |
| 1         | Sydkorea        | Kim Ye-ji       | 7:59.59 | Q    |
| 2         | Argentina       | Lucia Palermo   | 8:00.59 | Q    |
| 3         | Kinesisk Taipei | Huang Yi-ting   | 8:01.27 | E/F  |
| 4         | Togo            | Claire Akossiwa | 9:04.76 | E/F  |

### Opsamlingsheat 3
| Placering | Land       | Roer                  | Tid     | Note |
| --------- | ---------- | --------------------- | ------- | ---- |
| 1         | Sverige    | Anna Malvina Svennung | 7:46.35 | Q    |
| 2         | Paraguay   | Gabriela Mosqueira    | 7:59.32 | Q    |
| 3         | Kasakhstan | Svetlana Germanovich  | 8:00.42 | E/F  |
| 4         | Thailand   | Phuttharaksa Nikree   | 8:07.92 | E/F  |
| 5         | Indonesien | Dewi Yuliawati        | 8:14.81 | E/F  |

### Kvartfinale 1
| Placering | Land        | Roer               | Tid     | Note |
| --------- | ----------- | ------------------ | ------- | ---- |
| 1         | New Zealand | Emma Twigg         | 7:31,79 | Q    |
| 2         | Tjekkiet    | Miroslava Knapková | 7:37,04 | Q    |
| 3         | Mexico      | Kenia Lechuga      | 7:44,11 | Q    |
| 4         | Sydkorea    | Kim Ye-ji          | 7:51,80 | C/D  |
| 5         | Paraguay    | Gabriela Mosqueira | 7:54,49 | C/D  |
| 6         | Singapore   | Saiyidah Aisyah    | 7:56,00 | C/D  |

### Kvartfinale 2
| Placering | Land               | Roer                  | Tid     | Note |
| --------- | ------------------ | --------------------- | ------- | ---- |
| 1         | USA                | Gevvie Stone          | 7:27,04 | Q    |
| 2         | Schweiz            | Jeannine Gmelin       | 7:29,66 | Q    |
| 3         | Østrig             | Magdalena Lobnig      | 7:35,37 | Q    |
| 4         | Sverige            | Anna Malvina Svennung | 7:38,07 | C/D  |
| 5         | Trinidad og Tobago | Felice Chow           | 8:02,53 | C/D  |
| 6         | Egypten            | Nadia Negm            | 8:25,75 | C/D  |

### Kvartfinale 3
| Placering | Land     | Roer                | Tid      | Note |
| --------- | -------- | ------------------- | -------- | ---- |
| 1         | Danmark  | Fie Udby Erichsen   | 7:33,24  | Q    |
| 2         | Zimbabwe | Micheen Thornycroft | 7:34,38  | Q    |
| 3         | Canada   | Carling Zeeman      | 7:34,52  | Q    |
| 4         | Bermuda  | Michelle Pearson    | 7:34,90  | C/D  |
| 5         | Paraguay | Gabriela Mosqueira  | 7:54, 44 | C/D  |
| 6         | Algeriet | Amina Rouba         | 8:21,06  | C/D  |

### Kvartfinale 4
| Placering | Land         | Roer              | Tid     | Note |
| --------- | ------------ | ----------------- | ------- | ---- |
| 1         | Australien   | Kim Brennan       | 7:26,86 | Q    |
| 2         | Kina         | Duan Jingli       | 7:27,88 | Q    |
| 3         | Hviderusland | Ekaterina Karsten | 7:28,03 | Q    |
| 4         | Irland       | Sanita Puspure    | 7:26,68 | C/D  |
| 5         | Litauen      | Lina Šaltytė      | 7:38,39 | C/D  |
| 6         | Argentina    | Lucia Palermo     | 7:56,61 | C/D  |

### Semifinale 1
| Placering | Land        | Roer                | Tid     | Note     |
| --------- | ----------- | ------------------- | ------- | -------- |
| 1         | Australien  | Kim Brennan         | 7:47,88 | Q        |
| 2         | New Zealand | Emma Twigg          | 7:48,20 | Q        |
| 3         | Schweiz     | Jeannine Gmelin     | 7:49,83 | Q        |
| 4         | Canada      | Carling Zeeman      | 7:54,07 | B finale |
| 5         | Zimbabwe    | Micheen Thornycroft | 8:00,53 | B finale |
| 6         | Mexico      | Kenia Lechuga       | 8:14,76 | B finale |

### Semifinale 2
| Placering | Land         | Roer               | Tid     | Note     |
| --------- | ------------ | ------------------ | ------- | -------- |
| 1         | Kina         | Duan Jingli        | 7:43,97 | Q        |
| 2         | USA          | Gevvie Stone       | 7:44,56 | Q        |
| 3         | Østrig       | Magdalena Lobnig   | 7:45,48 | Q        |
| 4         | Tjekkiet     | Miroslava Knapková | 7:47,53 | B finale |
| 5         | Hviderusland | Ekaterina Karsten  | 7:48,89 | B finale |
| 6         | Danmark      | Fie Udby Erichsen  | 8:08,65 | B finale |